# Paulien van Deutekom

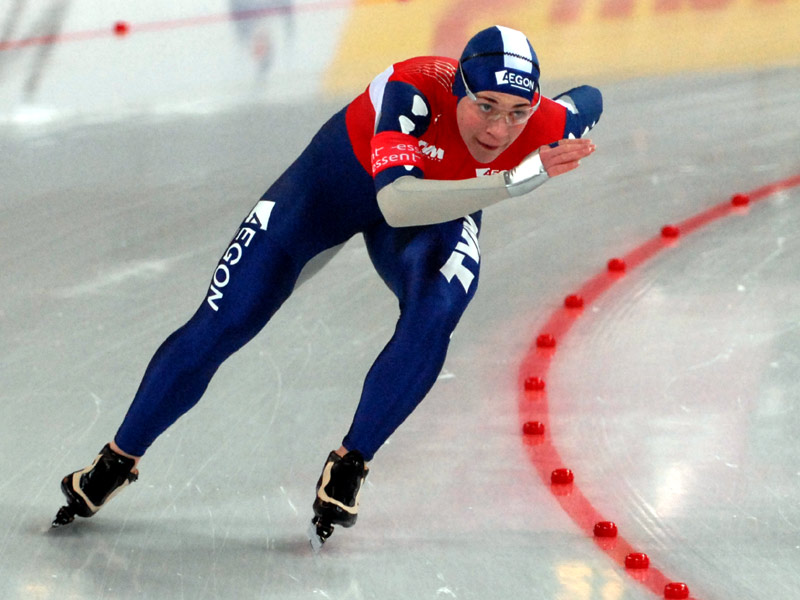
Paulien van Deutekom en 2008.

Paulien van Deutekom (4 de febrero de 1981-2 de enero de 2019) fue una campeona neerlandesa de patinaje de velocidad que se especializó en distancias medias y largas, de más de 1000 y 1500 metros. 

## Biografía
En noviembre de 2005, Van Deutekom se sorprendió cuando patinó entre los mejores en el torneo de clasificación para la Copa del Mundo de Patinaje de Velocidad a varias distancias y, como resultado, calificó para participar en esas Copas Mundiales. Durante su primera reunión de la Copa del Mundo en el Olympic Oval en Calgary, patinó un nuevo récord holandés de más de 1500 metros, patinando 1:55.43, superando el récord de Annamarie Thomas.  Una semana después, Ireen Wüst patinaría 1:54,93, lo que significó que Van Deutekom perdió su récord. 
Más tarde, en diciembre de 2005, participó en el Campeonato Holandés de Distancia Individual, que también fue sede de la Clasificación Olímpica. A los 1500 metros de distancia, terminó en la segunda posición y se clasificó para los Juegos Olímpicos de Invierno de 2006. Ella también tenía posibilidades de más de 1000 metros, sin embargo, solo terminó en la cuarta posición y no clasificó directamente. Un patinaje entre ella y Barbara de Loor resolvió el concurso por el puesto a favor de De Loor. Fue seleccionada para formar parte del equipo de persecución. En los Juegos Olímpicos, Van Deutekom finalizó 13.º en 1500 metros, mientras que el equipo de persecución se eliminó en una etapa temprana. 
En el Campeonato de Europa Allround en enero de 2008, quedó segunda después de su compañera de equipo Ireen Wüst. En febrero de 2008, Van Deutekom ganó el campeonato mundial de patinaje de velocidad en Berlín. En marzo de 2008, Van Deutekom terminó segunda en los Campeonatos Mundiales de Distancia Única en Nagano en los 1500 metros y los 3000 metros. En marzo de 2012, Van Deutekom anunció después del evento de 1500 metros en la Copa del Mundo en Heerenveen que estaba terminando su carrera de patinaje.

## Carrera post patinaje
Tras su retiro, van Deutekom trabajó para la emisora holandesa NOS.  Van Deutekom murió el 2 de enero de 2019 luego de ser diagnosticada con cáncer de pulmón seis meses antes a la edad de 37 años. Van Deutekom es sobrevivida por su esposo Kay van Deutekom y su hija Lynn, nacida en 2017.

## Records personales
| Records personales             |           |                         |            |       |
| Patinaje de velocidad femenino |           |                         |            |       |
| Evento                         | Resultado | Fecha                   | Ubicación  | Notas |
| 500m                           | 39,40     | 12 de enero de 2008     | Kolomna    |       |
| 1000 m                         | 1.15,70   | 2 de marzo de 2007      | Calgary    |       |
| 1500 m                         | 1.54,44   | 17 de noviembre de 2007 | Calgary    |       |
| 3000 m                         | 3.59,18   | 4 de marzo de 2007      | Calgary    |       |
| 5000 m                         | 7.02,40   | 13 de enero de 2008     | Kolomna    |       |
| 10000m                         | 15.43,17  | 23 de marzo de 2001     | Heerenveen |       |

Fuente: SpeedskatingResults.com & speedskatingbase.eu